# Nguyễn Văn Tư (quân nhân)
Nguyễn Văn Tư (sinh năm 1935 – mất ngày 26 tháng 10 năm 1964, bí danh là Thành Ngọc) là một quân nhân người Việt Nam, nguyên quán ở xã Tân Thành Bình, huyện Mỏ Cày, tỉnh Bến Tre. Anh từng tham gia Chiến tranh Việt Nam, nằm trong hàng ngũ Quân đội nhân dân Việt Nam. Anh được truy tặng danh hiệu Anh hùng Lực lượng vũ trang nhân dân.

## Binh nghiệp
Từ năm 1960 đến khi qua đời (ngày 26 tháng 10 năm 1964), Nguyễn Văn Tư đã tham gia chiến đấu hơn 200 trận, diệt 46 lính Mỹ, bắn bị thương 113 người, phá 3 xe quân sự, thu và phá hủy nhiều súng đạn, máy thông tin của người Mỹ. Là chiến sĩ du kích đánh độc lập, nhỏ lẻ với vũ khí thô sơ, anh đã sáng tạo ra cách đánh bằng ong vò vẽ. Sau 30 trận sử dụng chiến thuật này, anh đã tiêu diệt và làm bị thương hơn 50 lính Mỹ.
Tháng 8 năm 1962, do nắm được quy luật đi về của quân đội Mỹ, Nguyễn Văn Tư chỉ huy một tổ du kích bí mật nằm phục kích sát đồn địch, đợi lúc binh sĩ rời khỏi đồn thì xông vào diệt đồn trưởng, thu vũ khí rồi trở về an toàn. Tháng 6 năm 1963, lần đầu tiên có lựu đạn, Nguyễn Văn Tư đã sáng tạo ra cách đánh: gài lựu đạn ở dưới, đặt mìn giả lên trên rồi ngụy trang sơ sài lừa địch. Khi quân địch phát hiện, họ gỡ mìn giả thì lựu đạn thật nổ làm chết một người và ba người khác bị thương nặng.
Nguyễn Văn Tư tích cực vận động người dân đấu tranh, nổi dậy phá ấp chiến lược trở về làng sản xuất và tham gia chế tạo vũ khí.
Ngày 26 tháng 10 năm 1964, trong một đợt chống trả quyết liệt với lính bảo an Mỏ Cày, anh bị quân đội Mỹ bắn chết tại khu vực Cống Đá ấp Thành Hóa 1 (gần Quốc lộ 60 ngày nay).

## Khen thưởng
Nguyễn Văn Tư được tặng thưởng một Huân chương Chiến công Giải phóng hạng nhì.
Ngày 5 tháng 5 năm 1965, Nguyễn Văn Tư được nhà nước Cộng hòa xã hội chủ nghĩa Việt Nam truy tặng danh hiệu Anh hùng Lực lượng vũ trang nhân dân.
Để vinh danh Nguyễn Văn Tư, Hội đồng nhân dân tỉnh Bến Tre lấy tên anh đặt cho Trường Trung học cơ sở Nguyễn Văn Tư tọa lạc ở xã Tân Thành Bình, Mỏ Cày Bắc.
Tên anh còn được đặt cho một con đường ở Bến Tre: đường Nguyễn Văn Tư, phường 7, thành Phố Bến Tre.